# Ancistroides nigrita

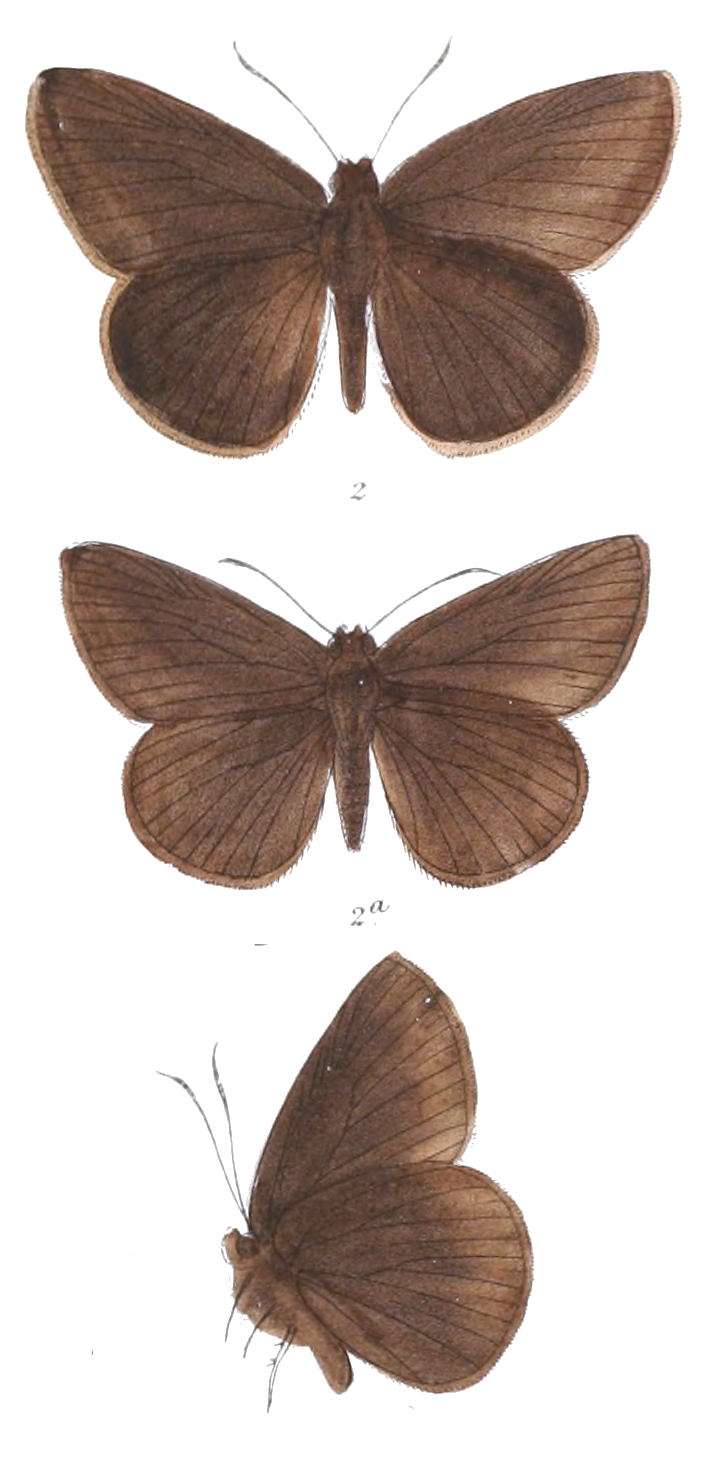

Ancistroides nigrita, sau demonul de ciocolată, este un fluture aparținând familiei Hesperiidae. 